# ゼミナールキッチン
ゼミナールキッチン（SEMINAR KITCHEN）は、かつてSMA NEET Projectに所属していたお笑いコンビ。大阪NSC24期生。2001年4月結成。2010年11月解散。

## メンバー
田中 光（たなか ひかる）
- 1982年2月13日生まれ。京都府京都市出身。
- 身長181cm、体重67kg。
- 血液型はO型。
- 靴のサイズは27.5cm。
- 解散後は元なんばよこやまの難波麻人と元ハレンチトーストの桝本コージによるトリオ「アボカドランドリ」を結成。2014年解散。
- 現在はピン芸人としてグレープカンパニーに所属し活動中。また本名名義で一コマ漫画『サラリーマン山崎シゲル』を発表し人気を博す。

渡辺 竜介（わたなべ りゅうすけ）
- 1981年9月17日生まれ。京都府京都市出身。
- 身長168cm、体重54kg。
- 血液型はO型。
- 靴のサイズは27cm。

## 概要
- 2001年4月コンビ結成。共に大阪NSC24期生で、同期にはスマイル、モンスターエンジン大林、span!などがいる。
- 大阪時代ではbaseよしもとでの活動を経て、よしもとクリエイティブエージェンシー所属していた。
- 2010年に東京進出、SMA NEET Projectに所属した際にコンビ名を「クララ」に改名するが、同年11月渡辺の引退に伴いコンビは解散。
- 解散後、田中はトリオ「アボカドランドリ」の活動を経て、現在はピン芸人、ギャグ漫画家、絵本作家などとして活動中。

## 賞レースでの成績
- M-1グランプリ2005 準決勝進出
- M-1グランプリ2007 準決勝進出
- キングオブコント2009 準決勝進出

## 出演ライブ・イベント
- キタイ花ん
- KBS「吉本☆ぐいピコ!」